# Yassa (gerecht)

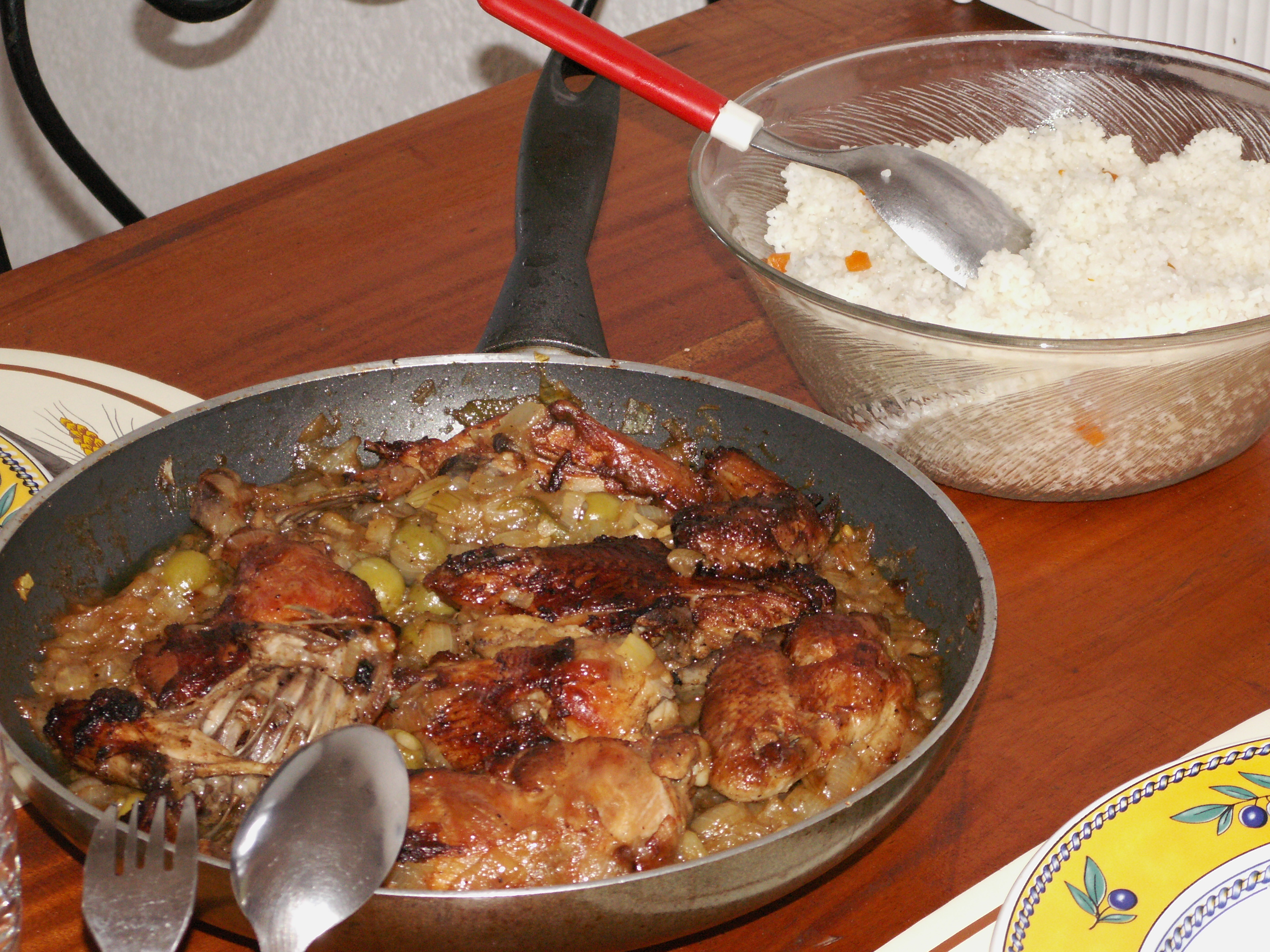
Een pan yassa met gevogelte

Yassa is een pittig gerecht met uien en gemarineerd gevogelte of vis. Het gerecht komt oorspronkelijk uit Senegal, maar is nu populair in geheel West-Afrika. Het populairste recept is yassa au poulet, bereid met kip, uien en citroen, een specialiteit afkomstig uit het gebied Casamance, gelegen ten zuiden van de Senagalese hoofdstad Dakar.